# ГЕС Jīnniúpíng
ГЕС Jīnniúpíng (金牛坪水电站) — гідроелектростанція на півдні Китаю у провінції Гуансі. Знаходячись між ГЕС Xiàfú (49,5 МВт, вище за течією) та ГЕС Jīngnán, входить до складу каскаду на річці Guijiang, яка впадає ліворуч до основної течії річкової системи Сіцзян (завершується в затоці Південнокитайського моря між Гуанчжоу та Гонконгом) на межі ділянок Xun та Сі.
У межах проєкту річку перекрили бетонною гравітаційною греблею висотою 32 метри та довжиною 429 метрів, яка утримує водосховище з об'ємом 158,8 млн м3 та припустимим коливанням рівня поверхні в операційному режимі між позначками 41,5 та 42 метрм НРМ (під час повені рівень може зростати до 48,4 метра НРМ).
Інтегрований у греблю машинний зал обладнали трьома бульбовими турбінами потужністю по 20 МВт, які забезпечують виробництво 270 млн кВт·год електроенергії на рік.